# Arthur Lanen
Louis Charles Arthur Lanen, né le 30 octobre 1835 à Paris et décédé le 14 mai 1908 est un diplomate français,
Consul, non autorisé par le gouvernement confédéré, à Charleston (1863),, agent du gouvernement français, auprès de la Commission de Washington (1871-1883), consul de France au Cap de Bonne-Espérance, consul général à Hong Kong (1877-1878), à Glasgow (1878), consul de France à Bogota (1885) et Ministre Plénipotentiaire de France à Santiago du Chili  (1885-1887)
Membre de la Société astronomique de France et de l'Association française pour l'avancement des sciences